# トランシルヴァニア (客船)
トランシルヴァニア (SS Transylvania) は、キュナード・ラインの子会社アンカー・ラインの客船。エジプトへの兵員輸送中の1917年5月4日、ドイツ潜水艦U-63によって撃沈され、412名の死者を出した。

## 船歴
1914年5月23日進水。第一次世界大戦の勃発直前に完成した。完成後、トランシルヴァニアは兵員輸送船として使用された。乗客の定員は1,379名であった。しかし、1915年5月の就役時、兵員輸送船としての定員は士官200名、その他2,860名とされた。
1917年5月3日、トランシルヴァニアはイギリス陸軍部隊やその装備などを乗せ、日本の第二特務艦隊第十一駆逐隊所属の駆逐艦「松」と「榊」に護衛されて、マルセイユからアレクサンドリアへ向けて出発した。5月4日、ジェノバ湾ヴァード岬の南4kmの場所で、ドイツ潜水艦U-63の発射した魚雷が1本左舷機関室に命中した。松はトランシルヴァニアの横に来て兵員の移乗作業を始め、一方榊は敵潜水艦の推定位置に爆雷を投下した。なお、この時点ではトランシルヴァニアがすぐに沈む様子はなかった。
しかし、20分後、2本目の魚雷が発見された。魚雷は松の前方でトランシルヴァニア左舷に命中し松にも被害が生じた。この被雷後トランシルヴァニアの傾斜が増大し、「榊」も救助作業に加わった。トランシルヴァニアは1本目の魚雷命中から1時間後に沈没した。
乗員10名、陸軍の士官29名、兵士373名が死亡した。
- トン数：14,348総トン
- 全長：167.1メートル
- 全幅：20.3メール
- 速力：17.5ノット